# Frea maculicornis
Frea maculicornis là một loài bọ cánh cứng trong họ Cerambycidae.